# Trần Quốc Lặc
Trần Quốc Lặc (chữ Hán: 陳國扐, 1230 - ?) là Trạng nguyên của Việt Nam, ông là người làng Uông Hạ, huyện Thanh Lâm, châu Thượng Hồng (nay là thôn Uông Hạ, xã Minh Tân, huyện Nam Sách, tỉnh Hải Dương). Tháng 2 năm 1256, ông đỗ Kinh trạng nguyên khoa Bính Thìn niên hiệu Nguyên Phong thứ 6, đời Trần Thái Tông, cùng khoa với Trại trạng nguyên Trương Xán, bảng nhãn Chu Hinh, thám hoa lang Trần Uyên. Làm quan đến Thượng thư. Sau khi mất, vua phong làm Phúc thần, hiệu là Mạnh Đạo Đại Vương.